# Harry Álvarez
Harry Abdón Álvarez García es un abogado y político ecuatoriano que ocupó la alcaldía de Machala entre 1988 y 1992.

## Trayectoria
En las elecciones legislativas de 1979 fue elegido representante nacional de la provincia de El Oro por el partido Izquierda Democrática. Posteriormente se pasó al Partido Roldosista Ecuatoriano (PRE) y ganó la contienda por la alcaldía de Machala para el periodo 1988-1992.
En las elecciones de 1994 fue elegido diputado nacional en representación de la provincia de El Oro por el PRE, siendo reelecto al cargo en 1996 por el mismo partido.
Para las elecciones legislativas de 2013 participó infructuosamente como candidato a la Asamblea Nacional por el PRE.